# 科米耶圣母村
科米耶圣母村（法語：Notre-Dame-de-Commiers，法語發音：[nɔtʁ dam də kɔmje]）是法国伊泽尔省的一个市镇，属于格勒诺布尔区。

## 地理
科米耶圣母村（45°0'36"N, 5°42'0"E）面积4.79 平方千米，位于法国奥弗涅-罗讷-阿尔卑斯大区伊泽尔省，该省份为法国东南部内陆省份，北起顺时针与安省、萨瓦省、上阿尔卑斯省、德龙省、阿尔代什省、卢瓦尔省和罗讷省。
与科米耶圣母村接壤的市镇（或旧市镇、城区）包括：维夫、圣马丹德拉克吕兹、蒙泰纳尔、沃圣母村、圣乔治德科米耶。

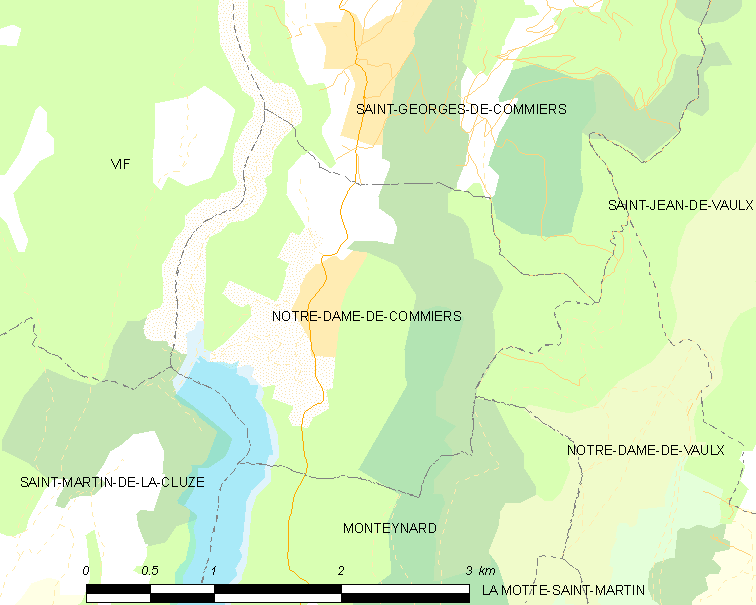
科米耶圣母村的OSM定位图

科米耶圣母村的时区为UTC+01:00、UTC+02:00（夏令时）。

## 行政
科米耶圣母村的邮政编码为38450，INSEE市镇编码为38277。

## 政治
科米耶圣母村所属的省级选区为勒蓬德克莱县。

## 人口

1962-2008年间科米耶圣母村人口变化图示

科米耶圣母村于2022年1月1日时的人口数量为527人。